# Chrysotimus alacer
Chrysotimus alacer är en tvåvingeart som beskrevs av Octave Parent 1932. Chrysotimus alacer ingår i släktet Chrysotimus och familjen styltflugor. Inga underarter finns listade i Catalogue of Life.